# Fauquier megye
Fauquier megye az Amerikai Egyesült Államokban, azon belül Virginia államban található. Megyeszékhelye és legnagyobb városa Warrenton. Lakosainak száma 72 972 fő (2020. április 1.). Fauquier megye Loudoun, Culpeper, Prince William, Clarke, Rappahannock, Warren és Stafford megyékkel határos.

## Népesség
A megye népességének változása:
| Lakosok száma | 65 380 | 66 056 | 66 526 | 67 207 | 68 782 | 72 972 |
|               | 2010   | 2011   | 2012   | 2013   | 2015   | 2020   |